# Gdów
Gdów è un comune rurale polacco del distretto di Wieliczka, nel voivodato della Piccola Polonia.
Ricopre una superficie di 108 km² e nel 2006 contava 16 340 abitanti.

## Geografia antropica

### Frazioni
Bilczyce, Cichawa, Czyżów, Fałkowice, Gdów, Hucisko, Jaroszówka, Klęczana, Krakuszowice, Książnice, Kunice, Liplas, Marszowice, Niegowić, Niewiarów, Nieznanowice, Niżowa, Pierzchów, Podolany, Stryszowa, Szczytniki, Świątniki Dolne, Wiatowice, Wieniec, Winiary, Zagórzany, Zalesiany, Zborczyce, Zręczyce.